# Deutsche Meisterschaften im Rennrodeln 2016
Die vorgezogenen Deutschen Meisterschaften im Rennrodeln 2016 fanden am 29. Dezember 2015 auf der Kunsteisbahn Königssee statt. Die Wettkämpfe dienten für die deutschen Topathleten fünf Wochen vor Beginn der Weltmeisterschaften an gleicher Stelle als letzte Generalprobe auf dieser Bahn. Cheftrainer Norbert Loch lobte den großen Zuschauerandrang und zeigte sich aufgrund der gezeigten Leistungen mit Bahnrekorden bei den Männern und Doppelsitzern für die WM recht optimistisch. Die Titel in den Einzel- und Teamwettbewerben gingen allesamt an die bayerischen Olympiasieger Natalie Geisenberger, Felix Loch und Tobias Wendl/Tobias Arlt.

## Ergebnisse

### Einsitzer der Frauen
| Platz | Sportlerin           | Verein                        | Zeit     |
| ----- | -------------------- | ----------------------------- | -------- |
| 1     | Natalie Geisenberger | ASV Miesbach                  | 1:40,794 |
| 2     | Tatjana Hüfner       | BRC 05 Friedrichroda          | +0,077   |
| 3     | Lisa Völker          | SV Bad Feilnbach              | +2,133   |
| 4     | Jessica Tiebel       | RRC Altenberg                 | +2,260   |
| 5     | Julia Taubitz        | WSC Erzgebirge Oberwiesenthal | +2,513   |
| 6     | Julia Orlamünder     | RRC Zella-Mehlis              | +2,729   |
| 7     | Tina Müller          | RRC Altenberg                 | +2,837   |
| 8     | Nathalie Hahn        | BRC 05 Friedrichroda          | +3,263   |
| DNF   | Dajana Eitberger     | RC Ilmenau                    |          |

Natalie Geisenberger gewann ihren vierten nationalen Einzeltitel und schlug dabei die Titelverteidigerin Tatjana Hüfner mit weniger als acht Hundertstelsekunden Vorsprung. Hüfner hatte mit der schnellsten Laufzeit des Tages nach dem ersten Durchgang noch in Führung gelegen. Hinter den beiden etablierten Rennrodlerinnen überraschte die erst 17-jährige Lisa Völker auf Rang drei mit einer guten Leistung. Die in dieser Weltcupsaison sehr erfolgreiche Dajana Eitberger stürzte im ersten Lauf, woraufhin sie im zweiten Lauf als Vorläuferin startete und gemäß Cheftrainer Norbert Loch zeigte, dass sie ebenfalls zu den Top-Favoritinnen bei der WM zählen wird.

### Einsitzer der Männer
| Platz | Sportler              | Verein                        | Zeit     |
| ----- | --------------------- | ----------------------------- | -------- |
| 1     | Felix Loch            | RC Berchtesgaden              | 1:38,012 |
| 2     | Ralf Palik            | WSC Erzgebirge Oberwiesenthal | +0,690   |
| 3     | Johannes Ludwig       | BSR Rennsteig Oberhof         | +0,787   |
| 4     | Toni Gräfe            | RC Ilmenau                    | +0,896   |
| 5     | Christian Paffe       | BRC Hallenberg                | +1,270   |
| 6     | Sebastian Bley        | RT Suhl                       | +1,449   |
| 7     | Andi Langenhan        | RRC Zella-Mehlis              | +1,465   |
| 8     | Chris Eißler          | ESV Lok Zwickau               | +1,475   |
| 9     | Julian von Schleinitz | WSV Königssee                 | +1,564   |
| 10    | Florian Berkes        | RT Suhl                       | +1,611   |
| 11    | Maximilian Jung       | RRC Zella-Mehlis              | +1,992   |
| 12    | Markus Hummer         | RC Berchtesgaden              | +3,055   |

Der Lokalmatador Felix Loch vom RC Berchtesgaden dominierte bei den Männern klar die nationale Konkurrenz. Nach Bahnrekord im ersten und klarer Bestzeit im zweiten Lauf siegte der mehrfache Weltmeister und Olympiasieger am Ende deutlich mit fast sieben Zehntelsekunden Vorsprung auf Ralf Palik und holte sich damit seinen fünften deutschen Meistertitel. Dritter wurde Johannes Ludwig.

### Doppelsitzer
| Platz | Sportler                        | Verein                                      | Zeit     |
| ----- | ------------------------------- | ------------------------------------------- | -------- |
| 1     | Tobias Wendl Tobias Arlt        | RC Berchtesgaden WSV Königssee              | 1:39,599 |
| 2     | Toni Eggert Sascha Benecken     | BRC Ilsenburg RT Suhl                       | +0,359   |
| 3     | Robin Geueke David Gamm         | BSC Winterberg                              | +1,533   |
| 4     | Tim Brendel Markus Schmid       | RC Berchtesgaden                            | +1,727   |
| 5     | Florian Löffler Manuel Stiebing | RSV Sonneberg RC Ilmenau                    | +2,855   |
| 6     | Nico Semmler Johannes Pfeiffer  | BRC Ilsenburg WSC Erzgebirge Oberwiesenthal | +2,934   |

Bei den Doppelsitzern holten sich die bayerischen Lokalmatadore Tobias Wendl/Tobias Arlt mit Bestzeit und Bahnrekord in beiden Läufen den nationalen Titel vor den Vorjahressiegern Toni Eggert/Sascha Benecken. Das dritte deutsche Weltcupduo Robin Geueke/David Gamm belegte Rang drei.

### Teamstaffel
| Platz | Sportler                                                       | Verein                                                                   | Zeit     |
| ----- | -------------------------------------------------------------- | ------------------------------------------------------------------------ | -------- |
| 1     | Natalie Geisenberger Felix Loch Tobias Wendl Tobias Arlt       | ASV Miesbach RC Berchtesgaden WSV Königssee                              | 2:41,969 |
| 2     | Tatjana Hüfner Ralf Palik Toni Eggert Sascha Benecken          | BRC 05 Friedrichroda WSC Erzgebirge Oberwiesenthal BRC Ilsenburg RT Suhl | +0,255   |
| 3     | Lisa Völker Johannes Ludwig Robin Geueke David Gamm            | SV Bad Feilnbach BSR Rennsteig Oberhof BSC Winterberg                    | +1,797   |
| 4     | Julia Taubitz Christian Paffe Florian Löffler Manuel Stiebing  | WSC Erzgebirge Oberwiesenthal BRC Hallenberg RSV Sonneberg RC Ilmenau    | +2,680   |
| 5     | Jessica Tiebel Toni Gräfe Tim Brendel Markus Schmid            | RRC Altenberg RC Ilmenau RC Berchtesgaden                                | +3,177   |
| 6     | Julia Orlamünder Sebastian Bley Nico Semmler Johannes Pfeiffer | RRC Zella-Mehlis RT Suhl BRC Ilsenburg WSC Erzgebirge Oberwiesenthal     | +3,423   |

Nach im Vorjahr auf die Austragung eines Staffelwettbewerbs verzichtet wurde, kehrte die Teamstaffel wieder zurück in das Programm der nationalen Meisterschaften. Es gab sechs teilnehmende Mannschaften. Die Teamzusammensetzung erfolgte nach den Platzierungen in den Einzelwettbewerben, sodass die Erstplatzierten, ebenso wie die Zweit- bis Sechstplatzierten, bei Frauen, Männern und Doppelsitzern ein Team bildeten. Es gewann das rein bayerische Team der Einzelmeister in der Olympiasieg-Besetzung Natalie Geisenberger, Felix Loch und Tobias Wendl/Tobias Arlt.